# Луїс Регейро
Луїс Регейро Пагола (ісп. Luis Regueiro Pagola; 1 липня 1908, Ірун — 6 грудня 1995, Мехіко) — іспанський футболіст, нападник. По завершенні ігрової кар'єри — футбольний тренер.
Як гравець насамперед відомий виступами за збірні Іспанії, Країни Басків та мадридський «Реал».

## Клубна кар'єра в Іспанії
У дорослому футболі дебютував 1925 року виступами за клуб «Реал Уніон». В 1927 році вніс вагомий внесок у перемогу команди у кубку Іспанії. Цього року дебютував у національній збірній Іспанії. У перших трьох чемпіонатах Іспанії був одним з головних бомбардирів команди (36 голів в 53 матчах).
Своєю грою за цю команду привернув увагу представників тренерського штабу клубу «Реал» (Мадрид), до складу якого приєднався 1931 року. Відіграв за королівський клуб наступні п'ять сезонів своєї ігрової кар'єри. По два рази вигравав чемпіонат Іспанії та національний кубок. Був одним з лідерів атакуючої ланки команди.

## Виступи за збірну Іспанії
У складі збірної був учасником Олімпійських ігор 1928 року в Амстердамі та чемпіонату світу 1934 року в Італії. Протягом кар'єри у національній команді, яка тривала 10 років, провів у формі головної команди країни лише 25 матчів і забив 16 голів. Його доробок виступів за збірну був би значно більшим, але у липні 1936 року в Іспанії розпочалася громадянська війна.

## Виступи за збірну Країни Басків
У квітні 1937 року був одним з ініціаторів створення команди з баських футболістів, з метою надання фінансової допомоги демократичному уряду країни. Команда називалась «Еускаді» (інша назва: збірна Країни Басків). В її складі були шестеро учасників чемпіонату світу 1934 року, а Луїс Регейро був капітаном команди. Баські футболісти провели декілька десятків матчів у країнах Європи та Америки. Зокрема, влітку 1937 року, «Еускаді» відіграла вісім поєдинків у Радянському Союзі. Регейро брав участь у перших п'яти матчах. У ворота московського «Локомотива» забив три голи.

## Футбольна кар'єра у Мексиці
Як і більшість гравців тієї команди, по завершенні турне, оселився у Мексиці. В турнірі 1938/39 став віце-чемпіоном Мексики у складі «Депортіво Еускаді». З наступного сезону виступав за клуб «Астуріас», у складі якого провів наступні три роки своєї кар'єри гравця. Разом з командою двічі здобував кубок Мексики.
1942 року перейшов до клубу «Америка» як граючий тренер. З 1944 року займався тільки тренерською діяльністю. Досвід тренерської роботи обмежився цим клубом.
Помер 6 грудня 1995 року на 88-му році життя у місті Мехіко.
Середній брат Луїса Регейро, Педро, грав за збірні Іспанії (4 матчі), Країни Басків та клуби: «Реал Уніон» (Ірун), «Реал Бетіс» (Севілья), «Реал» (Мадрид) (104 матчі), «Депортіво Еускаді» та «Астуріас». За «Астуріас» виступав і молодший брат — Томас Регейро.

## Титули та досягнення
- Чемпіон Іспанії (2): 1932, 1933
- Володар кубка Іспанії (3): 1927, 1934, 1936
- Володар кубка Мексики (2): 1940, 1941